# Arturo Norambuena
Arturo Andrés Norambuena Ardiles (Valdivia, Región de Los Ríos, Chile, 24 de noviembre de 1971) es un ingeniero forestal, exfutbolista y director técnico chileno. Como jugador, se desempeñaba como delantero.

## Trayectoria

### Como futbolista
Luego de ser Campeón Nacional Universitario de Fútbol en 1991 con la Universidad Austral de Chile, debutó en el fútbol profesional a los 25 años por Iberia, en 1996, pasando la temporada siguiente a formar parte de la plantilla de Santiago Morning. En 1998 fichó por Universidad de Concepción, para el año siguiente firmar en Audax Italiano de la Primera División. 
En el año 2000 comenzó su etapa más destacada en Universidad Católica, donde fue campeón de la Primera División de Chile en 2002, además de lograr un rendimiento individual que lo llevó a firmar por Quilmes de la Primera División Argentina. Tras un paso por Cobreloa, en 2006 se retira en el Puerto Rico Islanders.

### Como entrenador
Debutó en el club boliviano The Strongest en 2014 como asistente técnico del entrenador argentino Néstor Craviotto. Cuando The Strongest estuvo en Chile, varios dirigentes se pusieron en contacto con Norambuena con la intención de ficharlo como entrenador, recalando finalmente en Cobresal en 2015. Fue cesado en septiembre de ese mismo año, tras haber dirigido apenas 7 partidos, debido a su mala campaña, que incluyó una temprana eliminación de la Copa Chile.
Su segunda experiencia como entrenador fue en Barnechea de la Primera B, dejando el banco en mayo de 2018. El 27 de agosto de 2019, es anunciado como nuevo entrenador de Deportes Valdivia de la Primera B, en reemplazo de Pedro González. Sin embargo, tras una serie de malos resultados, fue despedido de su cargo en octubre del mismo año.

## Selección nacional
Fue internacional con la Selección de fútbol de Chile en 5 ocasiones, marcando 1 gol.

### Participaciones en Clasificatorias a Copas del Mundo
| Eliminatorias                    | Resultado | Posición | PJ | G |
| -------------------------------- | --------- | -------- | -- | - |
| Eliminatorias Corea y Japón 2002 | Eliminado | 10.º     | 1  | 0 |
| Eliminatorias Alemania 2006      | Eliminado | 7.º      | 3  | 1 |

### Partidos internacionales
| Partidos internacionales | Partidos internacionales | Partidos internacionales                                       | Partidos internacionales | Partidos internacionales | Partidos internacionales | Partidos internacionales | Partidos internacionales | Partidos internacionales | Partidos internacionales         |
| N.º                      | Fecha                    | Estadio                                                        | Local                    | Resultado                | Visitante                | Goles                    | Asistencias              | DT                       | Competición                      |
| ------------------------ | ------------------------ | -------------------------------------------------------------- | ------------------------ | ------------------------ | ------------------------ | ------------------------ | ------------------------ | ------------------------ | -------------------------------- |
| 1                        | 7 de noviembre de 2001   | Estadio Metropolitano Roberto Meléndez, Barranquilla, Colombia | Colombia                 | 3-1                      | Chile                    |                          |                          | Jorge Garcés             | Clasificatorias Corea-Japón 2002 |
| 2                        | 23 de agosto de 2003     | Estadio Minyuan, Tianjin, China                                | China                    | 0-0                      | Chile                    |                          |                          | Juvenal Olmos            | Amistoso                         |
| 3                        | 9 de septiembre de 2003  | Estadio Nacional, Santiago, Chile                              | Chile                    | 2-1                      | Perú                     | Anotado                  |                          | Juvenal Olmos            | Clasificatorias Alemania 2006    |
| 4                        | 15 de noviembre de 2003  | Estadio Centenario, Montevideo, Uruguay                        | Uruguay                  | 2-1                      | Chile                    |                          |                          | Juvenal Olmos            | Clasificatorias a Alemania 2006  |
| 5                        | 18 de noviembre de 2003  | Estadio Nacional, Santiago, Chile                              | Chile                    | 0-1                      | Paraguay                 |                          |                          | Juvenal Olmos            | Clasificatorias a Alemania 2006  |
| Total                    | Total                    | Total                                                          | Presencias               | 5                        | Goles                    | 1                        |                          |                          |                                  |

| Selección chilena | Selección chilena | Selección chilena |
| Año               | Partidos          | Goles             |
| ----------------- | ----------------- | ----------------- |
| 2001              | 1                 | 0                 |
| 2003              | 4                 | 1                 |
| Total             | 5                 | 1                 |

## Clubes

### Como jugador
| Club                      | País        | Año       |
| ------------------------- | ----------- | --------- |
| Iberia                    | Chile       | 1996      |
| Santiago Morning          | Chile       | 1997      |
| Universidad de Concepción | Chile       | 1998      |
| Audax Italiano            | Chile       | 1999      |
| Universidad Católica      | Chile       | 2000-2003 |
| Quilmes                   | Argentina   | 2004      |
| Cobreloa                  | Chile       | 2004-2005 |
| Puerto Rico Islanders     | Puerto Rico | 2006      |

### Como entrenador
| Club              | País  | Año       | PJ | PG | PE | PP | %      |
| ----------------- | ----- | --------- | -- | -- | -- | -- | ------ |
| Cobresal          | Chile | 2015      | 13 | 3  | 2  | 8  | 28.21% |
| Barnechea         | Chile | 2017-2018 | 28 | 10 | 8  | 10 | 45.23% |
| Deportes Valdivia | Chile | 2019      | 4  | 0  | 0  | 4  | 0%     |
| Total             | Total | Total     | 45 | 13 | 10 | 22 | 36.3%  |

## Palmarés

### Campeonatos nacionales
| Título           | Club                 | País  | Año    |
| ---------------- | -------------------- | ----- | ------ |
| Primera División | Universidad Católica | Chile | 2002-A |
| Primera División | Cobreloa             | Chile | 2004-C |